# Teorema de Steiner
En física, el teorema de Huygens-Steiner, teorema dels eixos paral·lels o simplement teorema de Steiner és un teorema usat en la determinació del moment d'inèrcia d'un sòlid rígid sobre qualsevol eix, donat el moment d'inèrcia de l'objecte sobre l'eix paral·lel que passa a través del centre de massa i de la distància perpendicular (r) entre eixos. També pot usar-se per calcular el segon moment d'àrea d'una secció respecte a un eix paral·lel a un altre el moment del qual sigui conegut. Deu el seu nom al geòmetra alemany del segle xix Jakob Steiner.

## Enunciat

### Moments d'inèrcia
Donat un eix que passa pel centre de massa d'un sòlid, i donat un segon eix paral·lel al primer, el moment d'inèrcia de tots dos eixos està relacionat mitjançant l'expressió:

(1 ){\displaystyle I_{z,P}=I_{z,G}+mr^{2},\,}

on:
{\displaystyle I_{z,P}\,} és el moment d'inèrcia del cos segons l'eix que no passa a través del seu centre de masses;
{\displaystyle I_{z,G}\,} és el moment d'inèrcia del cos segons un eix que passa a través del seu centre de masses;
{\displaystyle m\,} és la massa de l'objecte;
{\displaystyle r\,} és la distància perpendicular entre els dos eixos.
El resultat anterior pot estendre's al càlcul complet del tensor d'inèrcia. Donat una base vectorial B el tensor d'inèrcia segons aquesta base respecte al centre de masses i respecte a un punt diferent del centre de masses estan relacionats per la relació:

(2 ){\displaystyle \mathbf {I} _{P}=\mathbf {I} _{G}+m\mathbf {d} \otimes \mathbf {d} \quad \Rightarrow \quad I_{ij,P}=I_{ij,G}+md_{i}d_{j}}

on:
{\displaystyle \mathbf {d} } és el vector amb origen en G i extrem en P.

### Segons moment d'àrea
La regla pot ser aplicada amb la regla d'extensió per trobar moments d'inèrcia d'una varietat de formes.

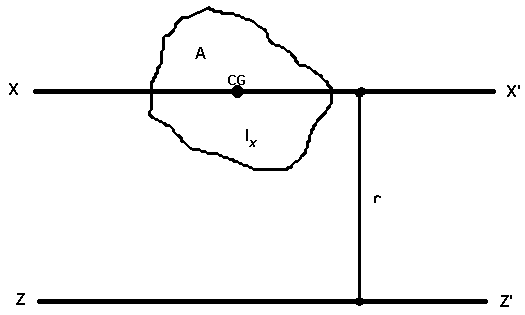
Regla dels eixos paral·lels per al moment d'inèrcia

La regla dels eixos paral·lels també pot aplicar-se al segon moment d'àrea (moment d'inèrcia planar)
per a una regió plana D:
{\displaystyle I_{z}=I_{x}+Ar^{2},\,}
on:
{\displaystyle I_{z}\!} és el moment d'inèrcia planar de D relatiu a l'eix paral·lel;
{\displaystyle I_{x}\!} és el moment d'inèrcia planar de D relatiu al seu centroide ;
{\displaystyle A\!} és l'àrea d'una regió plana D;
{\displaystyle r\!} és la distància del nou eix z al centroide de la regió plana D.
Nota: El centroide de D coincideix amb el centre de gravetat (CG) d'una làmina fixa
amb la mateixa forma que té densitat uniforme.

### Tensor d'inèrcia
En mecànica clàssica, el teorema de Steiner (conegut també com a teorema de Huygens-Steiner) pot ser generalitzat per calcular un nou tensor d'inèrcia Jij a partir d'un tensor d'inèrcia sobre el centre de masses Iij quan el punt de rotació es troba a una distància a del centre de masses:
{\displaystyle J_{ij}=I_{ij}+m(\|{\boldsymbol {a}}\|^{2}\delta _{ij}-a_{i}a_{j})\!}
on
{\displaystyle {\boldsymbol {a}}=a_{1}{\boldsymbol {\hat {x}}}+a_{2}{\boldsymbol {\hat {y}}}+a_{3}{\boldsymbol {\hat {z}}}\!}
és el vector desplaçament del centre de masses al nou eix, y
{\displaystyle \delta _{ij}\!}
és la funció delta de Kronecker.
Es pot veure que, per a elements diagonals (quan i = j), desplaçaments perpendiculars a l'eix de rotació resulten en la versió simplificada del teorema de Steiner(2).

## Demostració
S'assumirà, sense pèrdua de generalitat, que en un sistema de coordenades cartesià la distància perpendicular entre els eixos es troba al llarg de l'eix x i que el centre de masses es troba a l'origen. El moment d'inèrcia relatiu a l'eix z, que passa a través del centre de masses, és:

(3 ){\displaystyle I_{z,cm}=\int {(x^{2}+y^{2})}dm}

El moment d'inèrcia relatiu al nou eix, a una distància perpendicular r al llarg de l'eix x del centre de masses, és:

(4 ){\displaystyle I_{z}=\int {((x-r)^{2}+y^{2})}dm}

Si desenvolupem el quadrat, s'obté:
{\displaystyle I_{z}=\int {(x^{2}+y^{2})}dm+r^{2}\int dm-2r\int {x}dm}
l primer terme és Icm, el segon terme queda com mr², i l'últim terme s'anul·la, ja que l'origen està al centre de masses. Així, aquesta expressió queda com:
{\displaystyle I_{z}=I_{cm}+mr^{2}\,}

## Generalització
Per als moments de tercer ordre {\displaystyle \scriptstyle J_{ijk}} es té l'expressió:

{\displaystyle J_{ijk}=J_{ijk}^{(CM)}+Ad_{i}d_{j}d_{j}+{\frac {1}{2}}\sum \epsilon _{ijk}I_{ij}^{(CM)}d_{k}}

on:
{\displaystyle J_{ijk}^{(CM)}\,} són els moments de tercer ordre respecte al centre de massa.
{\displaystyle I_{ij}^{(CM)}\,} són els moments de segon ordre respecte al centre de massa.
{\displaystyle \epsilon _{ijk}\,} és el símbol de Levi-Civita.
Si pel cálulo anterior s'usen eixos paral·lels als eixos principals d'inèrcia es té:

( 5){\displaystyle J_{ijk}=J_{ijk}^{(CM)}+Ad_{i}d_{j}d_{j}}